# Семигоры (Вологодская область)
Семигоры — деревня в Вологодском районе Вологодской области.
Входит в состав Кубенского сельского поселения (с 1 января 2004 года по 8 апреля 2009 года входила в Несвойское сельское поселение), с точки зрения административно-территориального деления — в Несвойский сельсовет.
Расстояние до районного центра Вологды по автодороге — 44 км, до центра муниципального образования Кубенского по прямой — 15 км. Ближайшие населённые пункты — Якунино, Ламаниха, Илекино, Озерково, Алексеево.
По переписи 2002 года население — 5 человек.